# Scapteromys meridionalis
Scapteromys meridionalis (Quintela, Gonçalves, Althoff, Sbalqueiro, Oliveira & de Freitas, 2014) è un roditore della famiglia dei Cricetidi endemico del Brasile.

## Descrizione

### Dimensioni
Roditore di piccole dimensioni, con la lunghezza della testa e del corpo tra 114 e 135 mm, la lunghezza della coda tra 101 e 125 mm, la lunghezza del piede tra 32 e 37 mm, la lunghezza delle orecchie tra 13 e 16 mm e un peso fino a 91 g.

### Aspetto
La pelliccia è densa e soffice, le parti dorsali sono fulve, più scure sulla testa e lungo la spina dorsale mentre le parti ventrali sono grigio-biancastre. Le orecchie sono rotonde e densamente ricoperte di corti peli rigidi. Le vibrisse sono relativamente corte. Il dorso delle zampe anteriori sono densamente ricoperte di peli fulvi, il pollice è munito di un artiglio ben sviluppato. La coda è lunga circa quanto la testa ed il corpo, è densamente ricoperta di peli che diventano più lunghi ventralmente dove formano una frangiatura, è marrone scuro sopra e all'estremità, fulva alla base inferiore ed è rivestita di scaglie, ognuna corredata da tre peli. Le femmine hanno quattro paia di mammelle. Il cariotipo è 2n=34-36 FNa=40.

## Distribuzione e habitat
Questa specie è conosciuta soltanto nello Stato brasiliano meridionale del Rio Grande do Sul.
Vive nelle zone palustri e nelle foreste di pini del Paranà.

## Conservazione
Questa specie, essendo stata scoperta solo recentemente, non è stata sottoposta ancora a nessun criterio di conservazione.